# A bosszú vérvörös keze
A bosszú vérvörös keze (eredeti cím: Red Right Hand) 2024-es amerikai akcióthriller, amelyet Ian Nelms és Eshom Nelms rendezett. A főbb szerepekben Orlando Bloom, Andie MacDowell és Garret Dillahunt látható
Amerikában 2024. február 23-án mutatták be a mozikban. Magyarországon a Telekom TV GO-n elérhető.

## Cselekmény
Cash megpróbál becsületes és nyugodt életet élni, gondját viseli nemrég megárvult unokahúgának, Savannah-nak az Appalache-i Odim megyei kisvárosban. Amikor a várost uraló, szadista Big Cat visszakényszeríti őt a szolgálataiba, Cash ráébred; bármire képes – még a gyilkolásra is –, hogy megvédje a várost és az egyetlen megmaradt családtagját.
Ahogy az út egyre nehezebbé válik, Cash egy olyan rémálomba keveredik, amely elmossa a jó és a rossz közötti határokat.

## Szereplők
| Szerep               | Színész          | Magyar hang     |
| -------------------- | ---------------- | --------------- |
| Cash                 | Orlando Bloom    | Csőre Gábor     |
| Big Cat              | Andie MacDowell  | Tóth Enikő      |
| Finney               | Scott Haze       | Király Attila   |
| Wilder               | Garret Dillahunt | Galambos Péter  |
| Duke Parks helyettes | Mo McRae         | Makranczi Zalán |
| Lazarus              | James Lafferty   | Hám Bertalan    |
| Hollister seriff     | Brian Geraghty   | Hamvas Dániel   |
| Savannah             | Chapel Oaks      | Engel-Iván Lili |
| Buck                 | Kenneth Miller   | Papp Dániel     |
| Doe                  | Nicholas Logan   |                 |

### Magyar változat
- Magyar szöveg: Horváth Ádám Márton
- Hangmérnök és vágó: Takács György
- Gyártásvezető: Vigvári Ágnes
- Szinkronrendező: Hirth Ildikó
- Produkciós vezető: Horján Annamária

A szinkront a Direct Dub Studios készítette el.

## A film készítése
A forgatásra 2022 áprilisában került sor a Kentucky állambeli Campbellsburgben, Shepherdsville-ben és New Castle-ben.
2022 májusában bejelentették, hogy a Redbox Entertainment lesz a film forgalmazója az Egyesült Államokban.
2023 januárjában vette kezdetét a film utómunkálatai.

## Bemutató
A filmet 2024. február 23-án mutatták be a mozikban és VOD-on.

## Fogadtatás
A film átlagos kritikákat kapott. A Rotten Tomatoes-on 18 kritika összegzése után 44%-on áll, átlagosan 5,2/10-es pontszámmal.